# Dincolo de podul Brooklyn
Dincolo de podul Brooklyn (titlu original: Over the Brooklyn Bridge) este un film american de comedie din 1984 regizat de Menahem Golan. Rolurile principale au fost interpretate de actorii Elliott Gould, Margaux Hemingway, Sid Caeser, Burt Young și Shelley Winters.

## Distribuție
- Elliott Gould - Alby Sherman
- Margaux Hemingway - Elizabeth Anderson
- Sid Caesar - Uncle Benjamin
- Burt Young - Phil
- Shelley Winters - Becky Sherman
- Carol Kane - Cheryl
- Sarah Michelle Gellar - Phil's Daughter (nem.)